# 室田瑞希
室田 瑞希（1998年6月12日—）日本千葉縣出身的歌手、女演員。早安家族所屬團體ANGERME（前稱S/mileage）的前成員。血型為AB型，身高為153公分，代表色為天藍色與上國料萌衣的水藍色(Aqua Blue)不一樣。於2020年3月22日從ANGERME及早安家族畢業。

## 個人簡歷
- 2011年
  - 曾經參加S/mileage二期徵選落選。
- 2012年
  - 3月1日加入Hello! Pro研修生。
- 2014年
  - 10月4日成為S/mileage三期生。
- 2015年
  - 1月1日，團名由S/mileage更改為ANGERME。

## 演出
- 單元劇
  - NHKオトナノベル(主角、2016年2月11日)

## 外部連結
- アンジュルム新メンバー官方部落格（页面存档备份，存于）
- 室田瑞希成員介紹頁